# Zameczno
Zameczno – wieś w Polsce położona w województwie dolnośląskim, w powiecie głogowskim, w gminie Żukowice. Liczba mieszkańców wynosi 125 osób. Na północ od wsi znajduje się jeden z największych stawów wędkarskich w Polsce.
Do 2023 r. miejscowość była przysiółkiem wsi Domaniowice.
W latach 1975–1998 miejscowość administracyjnie należała do województwa legnickiego.

## Nazwa
Nazwa pochodzi od polskiej nazwy zamek. W 1295 w kronice łacińskiej Liber fundationis episcopatus Vratislaviensis (pol."Księdze uposażeń biskupstwa wrocławskiego") miejscowość wymieniona jest jako Zameczno.